# Temple du Marais
Temple du Marais (neboli chrám v Marais), dříve Kostel Sainte-Marie-des-Anges je farní kostel francouzské reformované církve ve 4. obvodu v Paříži, na křižovatce ulic Rue Saint-Antoine a Rue Castex postavený v letech 1632–1634. Kostel je od roku 1887 chráněn jako historická památka.

## Historie
Kostel vznikl v letech 1632–1634 a jeho architektem byl François Mansart, který jej navrhl podle vzoru Pantheonu v Římě jako rotundu o průměru 13,50 metrů. Stavbu realizoval stavitel Michel Villedo (1598–1667). Kostel byl součástí kláštera Navštívení Panny Marie založeného Františkem Saleským a zbořeného během Francouzské revoluce. V roce 1802 byl původně katolický kostel určen reformované církvi. Protestantské bohoslužby se zde konají od 1. května 1803. Dne 18. února 1887 byl kostel zařazen mezi historické památky.

## Využití
Bohoslužby se v kostele konají každou neděli. V 10,30 se koná mše klasické reformované církve, ve 13,00 následuje protestantská mše v afro-karibském stylu, v 16,15 slouží kostel Japonské protestantské církvi a od 17,30 se slouží protestantská mše v arabštině. V 18,30 ještě probíhá zjednodušená protestantská bohoslužba pro kohokoliv.